# Szászsebesi evangélikus gimnázium
A szászsebesi evangélikus gimnázium műemlék Romániában, Fehér megyében. A romániai műemlékek jegyzékében az AB-II-m-A-00350 sorszámon szerepel.